# Kayden Troff
Kayden William Troff (* 6. Mai 1998 in Murray, Utah) ist ein US-amerikanischer Schachspieler.
Troff wuchs als zweitältestes von sechs Kindern des Bankiers Dan und der Hausfrau Kim nahe Salt Lake City im US-amerikanischen Bundesstaat Utah auf. Er brachte sich selbst das Schachspiel bei. Als Troffs Spielstärke deutlich wurde, wurde er zunächst von seinem Vater unterrichtet. Später wurde der Schachunterricht von mehreren erfahrenen Trainern übernommen.
Troff wurde 2010 Nordamerikanischer Meister und Vizeweltmeister jeweils in der Altersgruppe U12 und 2012 Weltmeister der Altersgruppe U14. Troff erhielt den Titel FIDE-Meister 2011. Im Januar 2013 wurde er zum Internationalen Meister ernannt unter der Bedingung, dass er eine Elo-Zahl von mindestens 2400 erreicht. Dies gelang ihm bereits in der nächsten Eloliste vom Februar 2013. Die erforderlichen Normen für die Titelverleihung hatte Troff im Mai 2011 in Los Angeles beim 5th Metropolitan Chess FIDE Invitational, im August 2012 beim 2nd Metropolitan Chess FIDE Intl an gleicher Stelle und im Oktober 2012 beim 2012 Spice Fall Swiss in St. Louis erreicht. Im März 2014 wurde Troff zum Großmeister ernannt unter der Bedingung, dass er eine Elo-Zahl von mindestens 2500 erreicht. Beim 23rd Annual Chicago Open in Wheeling (Missouri) im Mai 2014 erreichte Troff zwischenzeitlich diese Marke. Obwohl seine veröffentlichte Elo-Zahl im Juni 2014 unter 2500 lag, trägt er seitdem den Großmeister-Titel. Die erforderlichen Normen hatte Troff im Mai 2013 bei der USA-Meisterschaft in St. Louis, im Oktober 2013 beim Spice Cup Open in Clayton (Missouri) und im März 2014 beim UT Dallas Spring FIDE Open in Dallas erreicht. Zum 1. Juni 2014 war er mit einer Elo-Zahl von 2494 Punkten der Spieler der Altersgruppe U16 mit dem höchsten Rating auf dem amerikanischen Kontinent. Im Juni 2014 gewann Troff mit 7 Punkten aus 9 Partien die Jugendmeisterschaft der USA.
Kayden Troffs Elo-Zahl beträgt 2482 (Stand: Juni 2017), seine höchste Elo-Zahl von 2556 erreichte er im Mai 2015.
In der United States Chess League spielt Troff 2015 für die Las Vegas Desert Rats.